# Mapa de calor

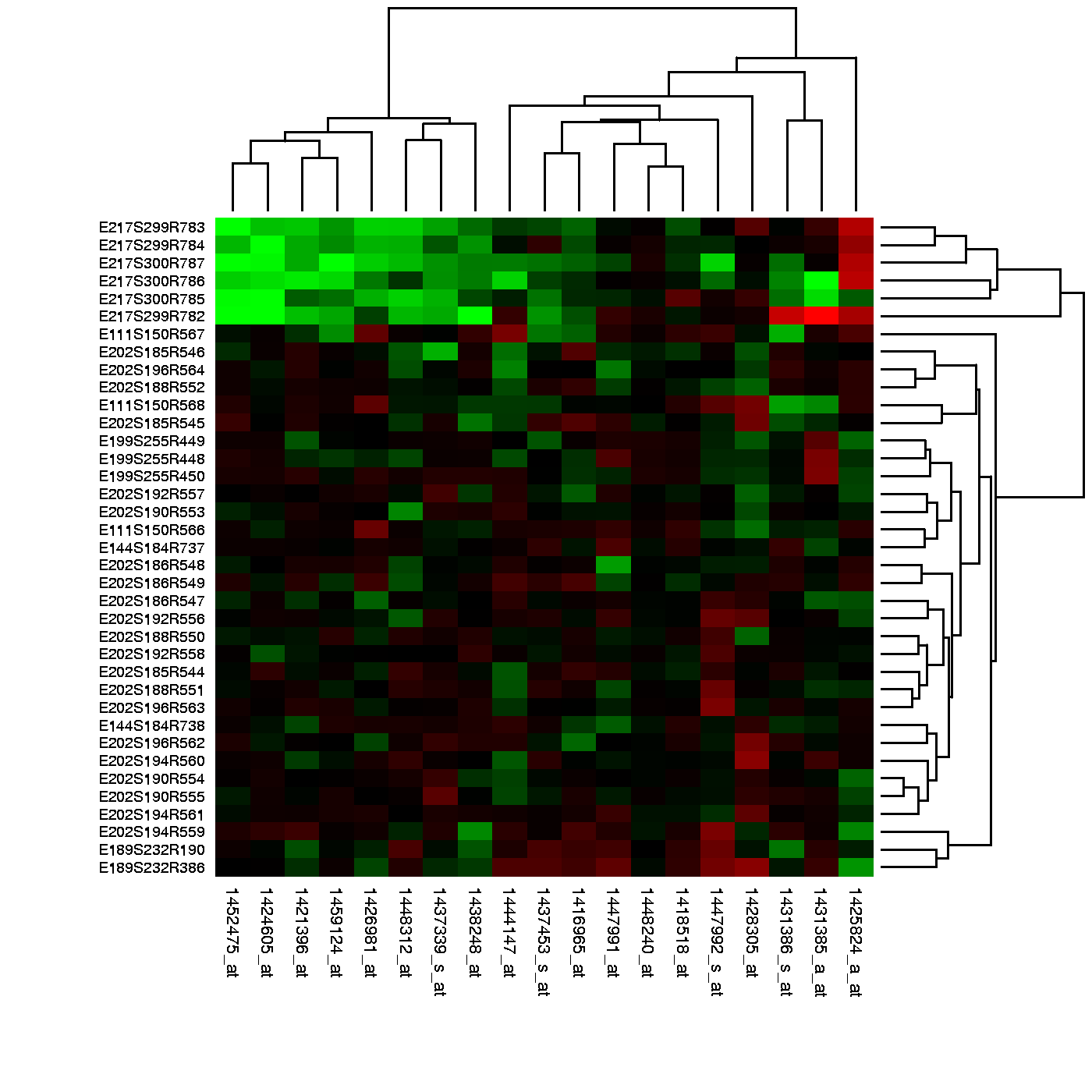
Mapa de calor gerado a partir de dados de microarranjo de DNA refletindo valores de expressão gênica em várias condições

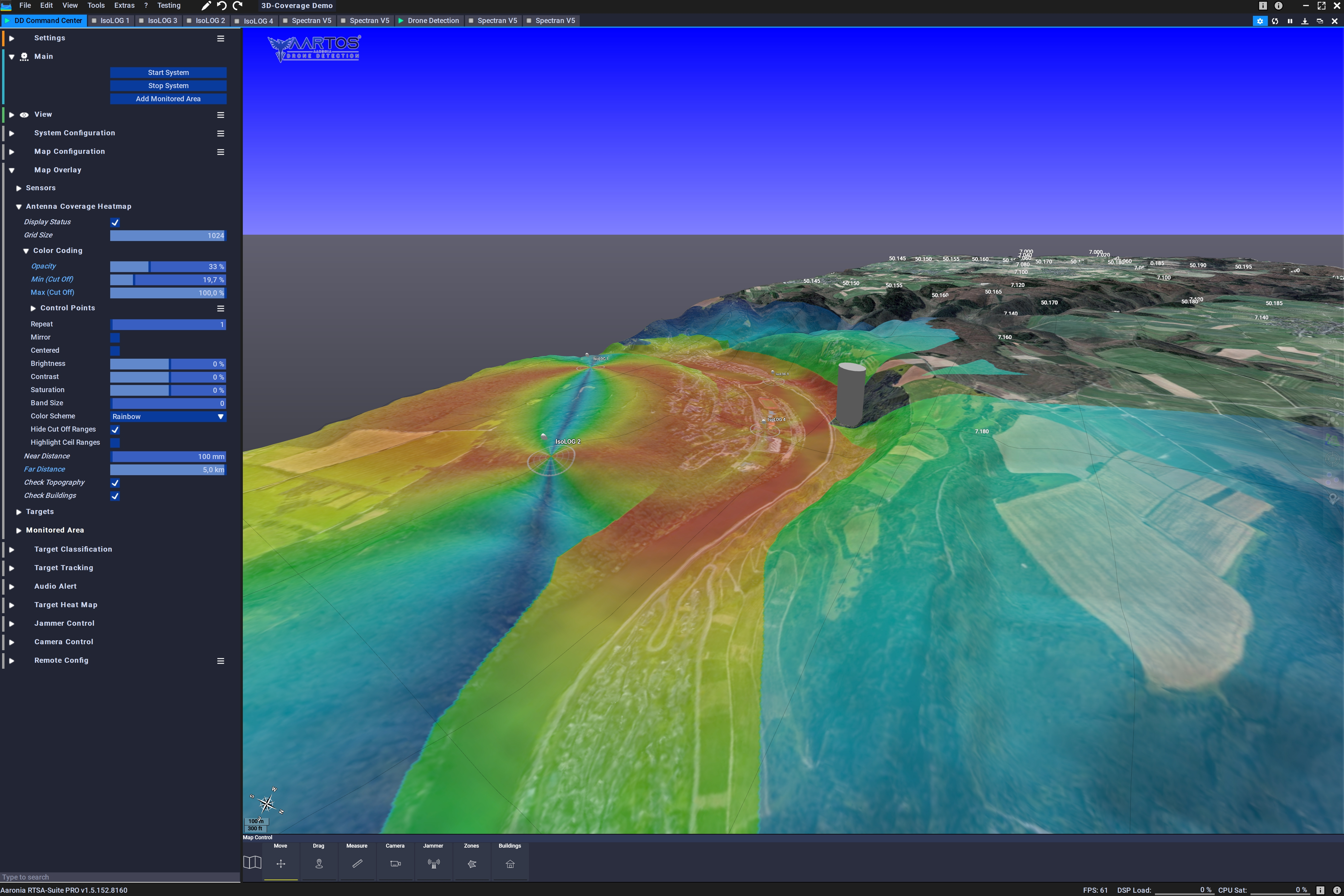
Um mapa de calor mostrando a cobertura de RF de um sistema de detecção de drones

Um mapa de calor é uma técnica de visualização de dados que mostra a magnitude de um fenômeno por meio de cor em duas dimensões. A variação de cor pode ser por matiz ou intensidade, dando pistas visuais óbvias ao leitor sobre como o fenômeno está agrupado ou varia no espaço. Existem duas categorias fundamentalmente diferentes de mapas de calor: o mapa de calor de cluster e o mapa de calor espacial. Em um mapa de calor de cluster, as magnitudes são dispostas em uma matriz de tamanho fixo de células cujas linhas e colunas são fenômenos e categorias discretas, e a classificação de linhas e colunas é intencional e um tanto arbitrária, com o objetivo de sugerir clusters ou retratá-los como descobertos por meio de análise estatística. O tamanho da célula é arbitrário, mas grande o suficiente para ser claramente visível. Em contraste, a posição de uma magnitude em um mapa de calor espacial é forçada pela localização da magnitude naquele espaço, e não há noção de células; considera-se que o fenômeno varia continuamente.
"Mapa de calor" é um termo relativamente novo, mas a prática de matrizes de sombreamento existe há mais de um século.

## História
Mapas de calor foram originados em exibições 2D dos valores em uma matriz de dados. Valores maiores foram representados por pequenos quadrados cinza escuros ou pretos (pixels) e valores menores por quadrados mais claros. Toussaint Loua (1873) usou uma matriz de sombreamento para visualizar estatísticas sociais nos distritos de Paris. Sneath (1957) apresentou os resultados de uma análise de agrupamento permutando as linhas e as colunas de uma matriz para colocar valores semelhantes próximos uns dos outros de acordo com o agrupamento. Jacques Bertin usou uma representação semelhante para exibir dados em conformidade com uma escala de Guttman. A ideia de juntar árvores de cluster às linhas e colunas da matriz de dados originou-se com Robert Ling em 1973. Ling usou caracteres de impressora sobrecarregados para representar diferentes tons de cinza, um caractere de largura por pixel. Leland Wilkinson desenvolveu o primeiro programa de computador para produzir mapas de calor de cluster com gráficos coloridos de alta resolução em 1994 (SYSTAT).
O designer de software Cormac Kinney registrou o termo 'mapa de calor' em 1991 para descrever uma tela 2D representando informações do mercado financeiro. A empresa que adquiriu a invenção de Kinney em 2003, involuntariamente, permitiu que a marca caducasse.

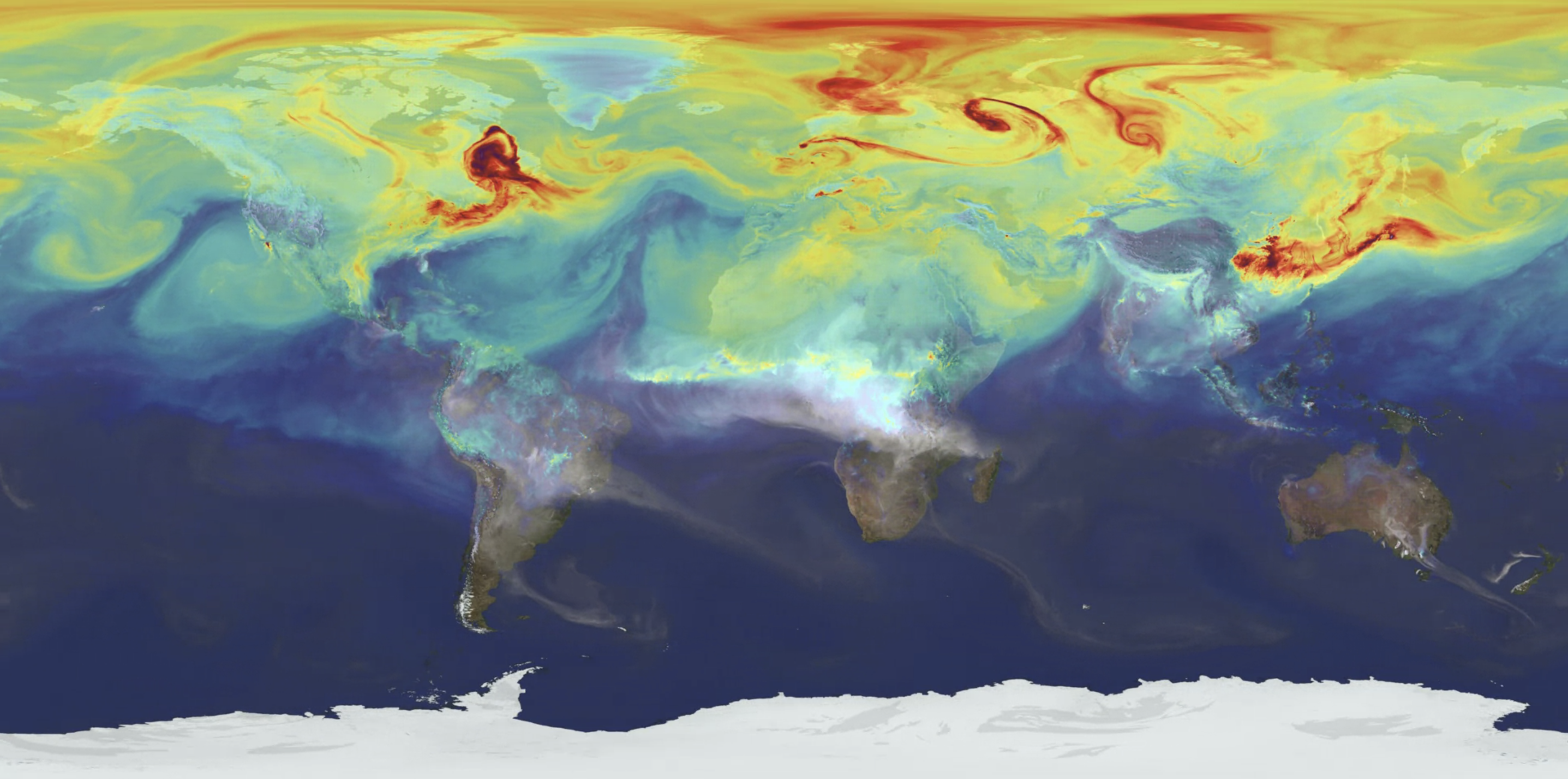
Exemplo de mapa de calor espacial: Exibe a temperatura em uma imagem do mundo com o vermelho sendo o mais alto e o azul o mais baixo grau de temperatura.

## Tipos
Existem dois tipos principais de mapas de calor: espacial e de grade.
Um mapa de calor espacial exibe a magnitude de um fenômeno espacial como cor, geralmente lançada sobre um mapa. Na imagem rotulada “Exemplo de mapa de calor espacial”, a temperatura é exibida por faixa de cores em um mapa do mundo. A cor varia do azul (frio) ao vermelho (quente).
Um mapa de calor de grade exibe magnitude como cor em uma matriz bidimensional, com cada dimensão representando uma categoria de característica e a cor representando a magnitude de alguma medida nas características combinadas de cada uma das duas categorias. Por exemplo, uma dimensão pode representar ano e a outra dimensão pode representar mês e o valor medido pode ser temperatura. Este mapa de calor mostraria como a temperatura mudou ao longo dos anos em cada mês. Os mapas de calor de grade são ainda categorizados em dois tipos diferentes de matrizes: agrupados e correlogramas.

## Usos
Os mapas de calor têm uma ampla gama de possibilidades entre as aplicações devido à sua capacidade de simplificar os dados e tornar a análise de dados visualmente atraente. Muitos usos que empregam diferentes tipos de mapas de calor estão listados abaixo.
- Rastreamento do mouse: Mapas de calor de rastreamento do mouse ou mapas de foco, são usados para visualizar onde o usuário do site passa o cursor.
- Rastreamento ocular: os mapas de calor de rastreamento ocular medem a posição dos olhos dos usuários do site e reúnem medidas como volume de fixação ocular, duração da fixação ocular e áreas de interesse.
- Rastreamento de cliques: mapas de calor de rastreamento de cliques ou mapas de toque são semelhantes aos mapas de calor de rastreamento de cursor, mas em vez de ações de foco, esses tipos de mapas de calor ajudam a visualizar as ações de clique dos usuários. Os mapas de calor de rastreamento de cliques não apenas permitem dicas visuais em componentes clicáveis em uma página da Web, como botões ou menus suspensos, mas esses mapas de calor também permitem o rastreamento de objetos não clicáveis em qualquer lugar da página.
- Rastreamento de rolagem: os mapas de calor de rastreamento de rolagem são usados para representar o comportamento de rolagem dos usuários do site. Isso ajuda a produzir dicas visuais para qual seção do site o usuário passa mais tempo.[5]

Análise Financeira: Os valores de diferentes produtos e ativos flutuam rápida e/ou gradualmente ao longo do tempo. A necessidade de registrar alterações nos mercados diários é imperativa. Ele permite a capacidade de desenhar previsões de padrões enquanto é capaz de revisitar dados numéricos passados. Os mapas de calor são capazes de remover o processo tedioso e permitir que o usuário visualize pontos de dados e compare entre os diferentes executores.
Visualização Geográfica: Os mapas de calor são usados para visualizar e exibir uma distribuição geográfica de dados. Os mapas de calor representam diferentes densidades de pontos de dados em um mapa geográfico para ajudar os usuários a ver as intensidades de certos fenômenos e mostrar itens de maior ou menor importância. Normalmente, os mapas de calor usados na visualização geográfica são confundidos com mapas Choropleth, mas a diferença está na forma como determinados dados são apresentados que diferenciam os dois.

## Esquema de cores
Muitos esquemas de cores diferentes podem ser usados para ilustrar o mapa de calor, com vantagens e desvantagens perceptivas para cada um. Escolher um bom esquema de cores é essencial para exibir dados com precisão e eficácia, uma vez que um esquema de cores ruim pode levar os espectadores a conclusões imprecisas ou excluir aqueles com deficiências visual da análise adequada desses dados.
Os mapas de cores do arco-íris são uma escolha comum, pois os humanos podem perceber mais tons de cor do que de cinza, e isso supostamente aumentaria a quantidade de detalhes perceptíveis na imagem. No entanto, isso é fortemente desencorajado na comunidade científica por várias razões. Possivelmente o maior motivo é que quando há um grande número de cores envolvidas, a visualização pode dar a impressão de que existem gradientes nos dados que não estão realmente presentes. Quanto mais cores são usadas em uma visualização, mais valores começam a se misturar e a cor não tem a ordenação perceptiva natural encontrada em mapas de cores de espectro de escala de cinza ou corpo negro. Além disso, valores representados por diferentes tons de uma mesma cor podem implicar que os valores estão relacionados quando não estão.
Uma consideração importante ao escolher um esquema de cores é se os dados serão vistos ou não por qualquer pessoa com algum tipo de deficiência visual. Se o público contiver pessoas com algum tipo de daltonismo, pode ser aconselhável evitar esquemas de cores com vermelhos e verdes proeminentes ou gradientes de cores irregulares.